# Kelsch

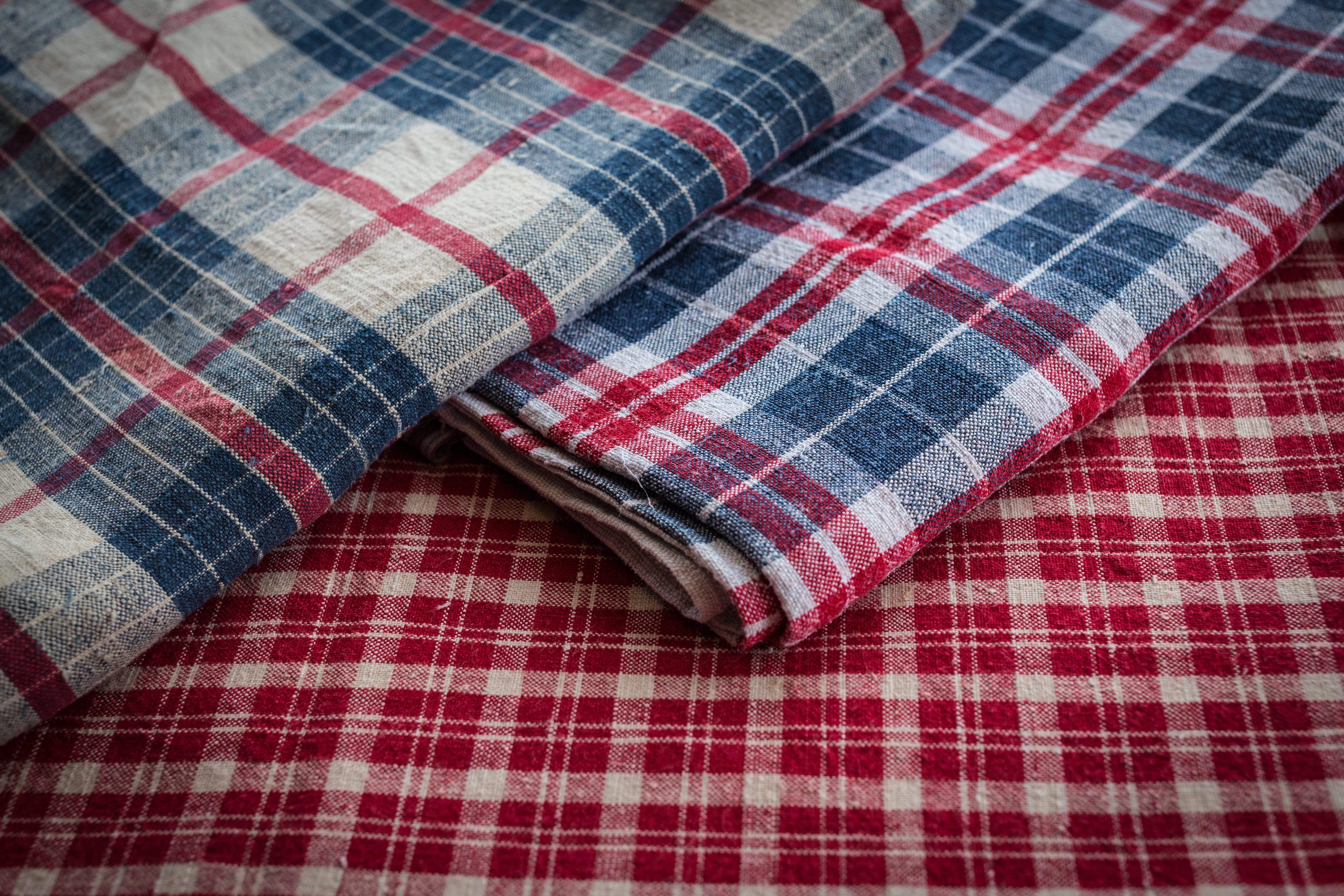
Kelsch, Sammlung des Elsässischen Museums in Straßburg.

Kelsch ist ein typisch elsässisches Leinengewebe. Der Name wird von „Kölsch“ abgeleitet, da die Farben zu Zeiten Karls des Großen aus Köln kamen, wo die Waidpflanze zum Blaufärben gepflückt und gehandelt wurde. Die Straßenbezeichnung „Waidmarkt“ ist in Köln bis heute erhalten geblieben.
Aus naturfarbenem Leinengarn und roten und/oder blauen Fäden entstehen verschiedene Karo-Muster. Diese Stoffe wurden zu Tisch- und Bettwäsche und anderen Haushaltstextilien verarbeitet.
Heute wird die Kelsch-Weberei nur noch in zwei Betrieben ausgeführt. Der eine ist eine traditionelle Weberei in Muttersholtz, der andere eine Handweberei in Sentheim.